# لانس توماس
لانس توماس (بالإنجليزية: Lance Thomas)‏ مواليد 24 أبريل 1988، هو لاعب كرة سلة أمريكي يلعب مع فريق نيويورك نيكس في الرابطة الوطنية لكرة السلة ويحمل الرقم 42. يبلغ طوله 6 قدم 8 بوصة (2.0 م).

## فرق لعب لها
- نيو أورلينز بيليكانز

## روابط خارجية
- لانس توماس على موقع الاتحاد الدولي لكرة السلة (الإنجليزية)
- لانس توماس على موقع إن بي أي (الإنجليزية)
- لانس توماس على موقع سبورتس رفرنس (الإنجليزية)
- لانس توماس على موقع كرة السلة الأوروبية.كوم (الإنجليزية)
- لانس توماس على موقع إي إس بي إن.كوم (الإنجليزية)
- لانس توماس على موقع كلية كرة السلة في سبورتس رفرنس.كوم (الإنجليزية)
- لانس توماس على موقع ريلجم (الإنجليزية)
- لانس توماس على موقع بروبوليرز (الإنجليزية)
- لانس توماس على موقع سبورتس رفرنس (الإنجليزية)
- لانس توماس على موقع سبورتس رفرنس (الإنجليزية)